# Municipio de Algoma
El municipio de Algoma (en inglés: Algoma Township) es un municipio ubicado en el condado de Kent en el estado estadounidense de Míchigan. En el año 2010 tenía una población de 9932 habitantes y una densidad poblacional de 109,8 personas por km².

## Geografía
El municipio de Algoma se encuentra ubicado en las coordenadas 43°9′48″N 85°37′1″O / 43.16333, -85.61694. Según la Oficina del Censo de los Estados Unidos, el municipio tiene una superficie total de 90.46 km², de la cual 88.39 km² corresponden a tierra firme y (2.28%) 2.06 km² es agua.

## Demografía
Según el censo de 2010, había 9932 personas residiendo en el municipio de Algoma. La densidad de población era de 109,8 hab./km². De los 9932 habitantes, el municipio de Algoma estaba compuesto por el 96.83% blancos, el 0.43% eran afroamericanos, el 0.22% eran amerindios, el 0.73% eran asiáticos, el 0.02% eran isleños del Pacífico, el 0.5% eran de otras razas y el 1.26% pertenecían a dos o más razas. Del total de la población el 2.03% eran hispanos o latinos de cualquier raza.